# إي. جاي لينوكس
إي. جاي لينوكس هو مهندس معماري كندي، ولد في 12 سبتمبر 1854 في تورونتو في كندا، وتوفي بنفس المكان في 15 أبريل 1933.